# Ait Mimoune
Ait Mimoune (franska: Ait Mimoune (CR), Ait Mimoune (Commune Rurale), arabiska: أيت  ئيكو) är en kommun i Marocko.   Den ligger i provinsen Khémisset och regionen Rabat-Salé-Kénitra, i den nordöstra delen av landet, 100 km öster om huvudstaden Rabat. Antalet invånare är 10 236.